# Emmeline de Mooij
Emmeline de Mooij (Delft, 1978) is een Nederlandse installatiekunstenaar, performancekunstenaar en modeontwerper. 

## Opleiding en werk
Van 1998 tot 2002 studeerde De Mooij Fashion Design aan de Gerrit Rietveld Academie in Amsterdam. In haar werk combineert ze haar achtergrond in modeontwerp met installaties, fotografie, grafisch ontwerp, video, sculptuur en performance.
De werken van De Mooij zijn vaak tactiel. Ze maakt gebruik van stoffen als wol, linnen, badstof, vilt, denim, jute en tule. Ze verwierf onder andere bekendheid met haar performances waarin ze therapeutische sessies hield. Het kunstwerk Therapie in Kunst werd gerealiseerd in 2015 in het Centraal Museum in Utrecht. De kunstenaar liet vijf kunstwerken uit de collectie van het museum een therapiegesprek voeren met vijf verschillende therapeuten. De stem van de kunstwerken werd vertolkt door de kunstenaar zelf. De sessie werden gefilmd en gemonteerd tot een film, die het uiteindelijke kunstwerk vormt.

### Feministische Handwerk Partij
In 2018 richtte De Mooij samen met theatermaker Margreet Sweerts de Feministische Handwerk Partij] (FHP) op; ‘een politieke feministische kunstenaarsbeweging gericht op studeren, repareren, spreken, oplappen, ontleren en verstellen.’

## Prijzen
In 2014 werd De Mooij genomineerd voor de Volkskrant Beeldende Kunst Prijs.